# Labirinto osseo
Il labirinto osseo è una cavità scavata nell'osso temporale corrispondente alla zona interna dell'orecchio, e dotata di organi per l'ascolto di suoni e di organi per il mantenimento dell'equilibrio, che complessivamente prendono il nome di labirinto membranoso.

## Divisione anatomica
Il labirinto osseo è anatomicamente divisibile in 3 parti:

### Vestibolo
Spazio centrale da cui si dipartono posteriormente 3 canali semicircolari e anteriormente la chiocciola ossea. Al suo interno troviamo due importanti strutture legate all'equilibrio appartenenti al labirinto membranoso: utricolo e sacculo. Il vestibolo presenta inoltre due aperture chiuse da una membrana: la finestra ovale (in contatto con la staffa) e quella rotonda (attraverso cui vengono dissipate le vibrazioni).

### Canali semicircolari ossei
All'interno c'è sempre un canale semicircolare che fa parte del labirinto membranoso ed è ripieno di endolinfa.

### Chiocciola ossea o coclea
Chiamata così per la somiglianza al guscio della chiocciola. C'è un asse osseo centrale (columella) su cui si arrotola un tubo osseo (canale spirale della chiocciola). Questo tubo parzialmente sedimentato da una lamina ossea (lamina spirale) che si prosegue all'interno del tubo come membrana basilare fino ad arrivare sulla parete opposta del tubo dove c'è il legamento spirale. La lamina spirale e la membrana basilare dividono questo tubo in due scomparti chiamati rampa (o scala) vestibolare e rampa (o scala) timpanica. La rampa vestibolare è a sua volta divisa in due da una membrana detta membrana vestibolare (o di Reissner) che insieme alla membrana basilare delimita la terza rampa della chiocciola: la rampa cocleare (o scala media).

## Aspetti clinici
Disturbi del labirinto possono quindi portare a conseguenze negative riguardanti le sue funzioni come il peggioramento dell'equilibrio e la perdita dell'udito e possono insorgere a seguito di attacchi batterici o virali.